# بنتن هایتس (میشیگان)
بنتن هایتس (به انگلیسی: Benton Heights) یک منطقهٔ مسکونی در ایالات متحده آمریکا است که در شهرستان برین، میشیگان واقع شده‌است. بنتن هایتس ۱۰٫۰ کیلومتر مربع مساحت و ۴٬۰۸۴ نفر جمعیت دارد و ۱۹۳ متر بالاتر از سطح دریا واقع شده‌است.